# Bayern Múnich (árbitros)
| Fundación:             | 1919                                 |
| Jefe del Departamento: | Gert Mauersberger                    |
| Miembros:              | 111 (Desde: 17 de diciembre de 2014) |
| Sitio web:             | www.fcbayern-schiedsrichter.de       |

La sección de árbitros del Bayern Múnich se estableció en 1919 y cuenta actualmente con 111 árbitros, siendo el departamento de árbitros de fútbol más grande de Europa. La actuación de estos árbitros se derivan principalmente en su actuación en los juegos aficionados de Múnich. En la actualidad cuenta con 111 miembros.